# Delia Owens
Delia Owens est une écrivaine et zoologiste américaine née en 1949. 
Son premier roman, Where the Crawdads Sing, a dominé le New York Times Fiction Best Sellers de 2019 pendant 25 semaines non consécutives. Le livre a figuré sur la New York Times Best Seller list pendant plus d'un an,. Il est paru en France en 2020 sous le titre Là où chantent les écrevisses et a été adapté au cinéma en 2022,.

## Œuvre

### Non-fiction
- Le cri du Kalahari : Sur les dernières terres inviolées d'Afrique, Robert Laffont, 1986  (ISBN 9782221047545)
- (en) The Eye of the Elephant: An Epic Adventure in the African Wilderness, Mariner Books, 1993  (ISBN 978-0395680902)
- (en) Survivor's Song: Life and Death in an African Wilderness, HarperCollins Publishers Ltd, 1993  (ISBN 978-0002551960)
- Les Heures Farouches du Kalahari, Sélection du Reader's Digest, 2012  (ISBN 978-2709823876)

### Fiction
- Là où chantent les écrevisses, Seuil, 2020  (ISBN 9782021412864), traduit par Marc Amfreville

## Prix et récompenses
- 1981 : Rolex Award for Enterprise pour son projet de recherche sur le Kalahari (avec son ancien mari, Mark Owens)[7]
- 1985 : Médaille John Burroughs (avec Mark Owens)[8]
- 1993 : University of California Outstanding Alumnus Award[7]
- 1994 : Ordre de l'Arche d'or[7]